# Hot Men Dance
A Hot Men Dance 2014-ben alakult meg Dirty Paradise néven, majd felvette  a Hot Men Dance nevet. A csapat folyamatosan turnézik itthon és külföldön egyaránt, szinte mindenhol teltházzal. 2023 Őszére új karakterekkel es műsorral készül a csapat, amely elmondásaik alapján elég nagy durranás lesz.

## Történet
Először a budapesti színházat nyitották meg 2015. július 25-én. Az ötletgazda és egyben alapító Pietro Jackson (művésznév Timár Péter, aki kezdetben tanulmányai finanszírozására illetve a táncművészet iránti érdeklődése miatt kezdett el táncolni, majd később ismereteket szerezve az üzleti és brand manager-i szférában tudatosan építette a csapatot. 
A Hot Men Dance mára a világ legismertebb férfi revütánc csapatainak egyike. Munkásságuk ebben a műfajban úttörő és reformáló. Az elmúlt pár évben rengeteg újítást, fejlesztést hajtottak végre mind a koreográfiákban, show hangulatában, színpadi megjelenésben és online brand építésben egyaránt. 

## Műfaj
A Hot Men Dance előadása összetett férfi revüshow, melyben megtalálható különböző táncműfajok keveredése, akrobatika, ének, hangszer, színészkedés, bűvészkedés és minden olyan speciális képesség vagy tehetség melyet egyedileg fejlesztett erotikával fűszereznek.

### Táncstílus
Alapvetően a show tánc és modern táncok ötvözete mely szórakoztató és erotikus táncművészettel keveredik. A show tánc a látványos koreográfiákkal jelmezekkel, kiegészítőkkel, színpadi kellékekkel való megjelenést biztosítja, mely adott történet alapján kerül összeállításra. Ennek a zenével, a stílussal a tartalommal a tánc koreográfiával és a táncosokkal is mind-mind összhangban kell lennie.
A modern táncok ötvözete alatt a modern tánc által felvonultatott több előadásmód keveréke értendő, mely lehet RnB, Hip Hop, BreakDance, RobotDance, ElectricDance, egyéb koreografált stílusok. Mindezek fokozására, amiért formabontó lesz a HOT MEN DANCE tánc stílus az az, hogy a fent említett két műfaj egyedileg fejlesztett erotikus táncművészettel párosul.

## Előadók
A csapat tagokat profi modellek, sportolók, színészek, zenészek alkotják, akiknek kisugárzása és egyénisége a színpadi megjelenéssel és koreografált produkcióval ötvözve nagyon jó összhangot képez.
Pietro egy interjúban így fogalmazott a csapattal kapcsolatban: A csapatom célja mind amellett, hogy előadásaink egyre nagyobb érdeklődést kelt a hölgyek körében, nagyon fontosnak tartom az egyéni személyiséget és az értékteremtést! Tevékenységünkkel nem csak az előadásaink tartalmával szeretnénk felhívni magunkra a figyelmet hanem életstílusunkkal és személyiségünkkel is megpróbálunk jó hírnevet építeni és kultúrát teremteni. Összetett tevékenységi körünkkel legyen az előadás, egészséges életmód, rendszeres mozgás, jótékonysági cselekedetek együttes építésével egy új „kultusz” létrehozásán dolgozunk. Nagyon fontos, hogy ne csak csapatként szeressenek bennünket, hanem csapat tagonként külön-külön is szimpatikusak legyünk a közönség számára.

## Eredmények
2014

Pietro Jackson revütánc Európa bajnokság I.

Youtube Channel start

Super Heroes Night

2015

Pietro Jackson revütánc Világbajnokság I.

Budapesti színház megnyitó

InterCom felfedezettje

Magic Mike magyarországi promotere

Saját ajándéktárgyak forgalmazása 

Hungary’s Got Talent szereplés

Big Show előadás sorozat

Fitt Aréna fellépés

2016

Első Men’s Calendar kiadása

Revütánc világbajnokság házigazdája (2000 vendég)

Magyarország turné

Budapesti revüszínház bővítése

Big Boom előadás sorozat

2017

Hot Men Dance Európa bajnokság I. Brno

Külföldi turné

Revüszínház megnyitása Pozsonyban

Videóklippek gyártása

Las Vegas Tonight előadás sorozat

2018

Csak Show és Más Semmi műsorban való szereplés (több mint 70 milliós nézettség)

Italian Got Talent szereplés

Második Men’s Calendar kiadása

Revüszínház megnyitása Bécsben

Welcome to Paradise előadás sorozat

2019

Ausztria, Svájc, Szlovákia, Magyarország, Románia, Csehország turné

Videoklippek gyártása

Saját videó készítő stáb megalakítása

Welcome to Paradise előadás sorozat

2020-2021

Harmadik Men’s Calendar kiadása 

Hot Men Dance Live előadás sorozat

Álarcos Énekes szereplés (RTL Klub)

2022

Vegas Baby Podcast

Újra indulás (koronavírus miatt)

Esti műszak előadás sorozat

2023

Magic Mike 3 Movie magyarországi promotere  

TV2 Tények szereplés

Túlóra előadás sorozat

Teljes brand megújulás 

Európa legnagyobb legszórakoztatóbb férfi revüszínházának megnyitása

Szlovénia, Szlovákia, Franciaország, Magyarország, Svájc turné

2024

Vegas Baby előadás sorozat